# Fernando Vázquez Ramos
Fernando Vázquez Ramos (Dècada dels 80 del segle xix - Sevilla, 1950) fou un militar espanyol, comandant de la Guàrdia Civil, que participà activament en l'alçament militar del 1936 contra la Segona República Espanyola. Posteriorment fou governador civil de Càceres, Cadis, Lleida i de les Illes Balears.
Vázquez ingressà a l'Acadèmia d'Infanteria de Toledo on assolí el grau d'oficial el 1909. El 1917 era tinent de la Guàrdia Civil a la ciutat de Sevilla. Participà en l'anomenada La Sanjurjada, un intent de cop d'estat fracassat que part de l'exèrcit espanyol iniciat la matinada del 10 d'agost de 1932 contra la Segona República, liderat des de Sevilla pel general José Sanjurjo. En el judici li demanaven pena de presó perpètua. Tanmateix no es pogué provar la seva implicació i fou declarat no culpable en el judici de principis de 1934.
Quan es produí l'alçament dels militars contra la Segona República, Vázquez era comandant de la Guàrdia Civil a Càceres. Des de feia temps, ell i el capità Luis Marzal Albarrán estaven en contacte amb els militars rebels i posà la Guàrdia Civil al servei dels sublevats des del primer moment en contra del seu superior el tinent coronel Ángel Hernández Martín. L'endemà fou nomenat governador civil de la província de Càceres per part dels militars que s'havien alçat. El gener de 1937 fou ascendit a tinent coronel per antiguitat. El 7 de març de 1937 fou nomenat governador civil de Cadis; el 30 d'agost de 1938 governador civil de Lleida; i el 8 de gener de 1939 governador civil de les Illes Balears, lloc que ocupà fins a l'octubre de 1940 quan fou cessat per les crítiques dels falangistes perquè permetia i tolerava la dissidència tradicionalista. Fou ascendit a coronel i nomenat cap de l'onzè terç de la Guàrdia Civil a les províncies de Burgos, Logroño, Santander i Soria. Morí a Sevilla el 1950.